# Solo nel buio
Solo nel buio è un album del cantante barese Tommy Parisi, pubblicato nel 2003 e distribuito dalla Mea Sound.

## Tracce
1. La tua falsa identità
2. Perdoname me amor
3. Giorni senza sole
4. Matta da legare
5. Ti prego amore
6. Il sapore di te
7. Mio caro amico
8. Nà storia
9. il nostro amore
10. emozioni d'amore